# Санта-Маргерита-ді-Стаффора
Санта-Маргерита-ді-Стаффора, Санта-Марґерита-ді-Стаффора (італ. Santa Margherita di Staffora) — муніципалітет в Італії, у регіоні Ломбардія,  провінція Павія.
Санта-Маргерита-ді-Стаффора розташована на відстані близько 410 км на північний захід від Рима, 85 км на південь від Мілана, 55 км на південь від Павії.
Населення — 473 особи (2014).

## Демографія
Населення за роками:

Станом на 1 січня 2023 року в муніципалітеті офіційно проживало 25 іноземців з 7 країн, серед них 13 громадян країн Євросоюзу та 7 громадян України.

## Сусідні муніципалітети
- Боббіо
- Бралло-ді-Прегола
- Фаббрика-Куроне
- Менконіко
- Варці
- Церба